# Mosaic Company
The Mosaic Company er et amerikansk kemi- og mineselskab. De producerer fosfat, potaske og urea til brug i kunstgødning. The Mosaic Company blev etableret i oktober 2004 ved en fusion mellem IMC Global og Cargill's crop nutrition division.